# Alfred Jeanroy
Alfred Jeanroy, né le 5 juillet 1859 à Mangiennes (Meuse), mort le 4 mars 1953 à Saint-Jean (Haute-Garonne), est un professeur d'université, linguiste, philologue, romaniste français. 

## Biographie
Alfred Jeanroy fréquente le collège de Verdun, puis le lycée Louis-le-Grand (où il étudie la rhétorique et philosophie). Il obtient un baccalauréat ès lettres, puis intègre l'École normale supérieure en 1878. Il est licencié ès lettres l'année suivante. Agrégé de lettres en 1881, il a pour professeurs Gaston Paris et Paul Meyer, fondateur de la nouvelle philologie française. Il intègre par la suite l'École pratique des hautes études. 

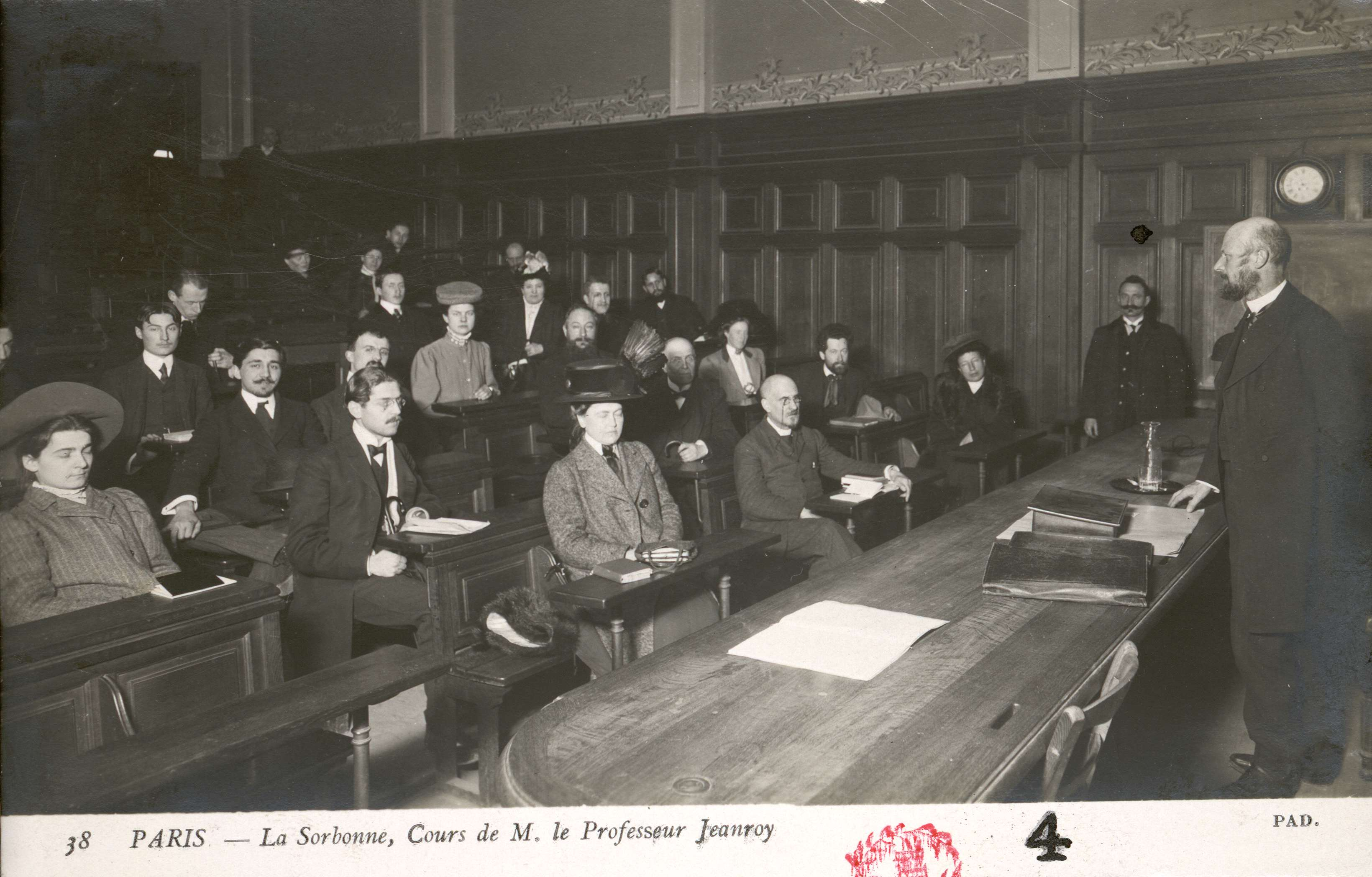
Cours d'Alfred Jeanroy à la Sorbonne dans l'amphithéâtre Guizot (Bibliothèque de la Sorbonne)

En 1881, il commence à enseigner la rhétorique au lycée de Troyes, deux ans plus tard à Besançon, en 1885 au collège Stanislas à Paris,  puis en 1889, à l'Université de Poitiers.  
Le 19 juin 1889, il soutient ses deux thèses de doctorat ès lettres à la Faculté de Paris. La première, en français, traite des origines de la poésie lyrique française au Moyen Âge. La deuxième, en latin, s'intéresse aux poètes médiévaux qui imitèrent les chants lyriques aquitains.  
En 1909, il succède à (André) Antoine Thomas à l'Université de Toulouse. En 1898, le même Antoine Thomas lui avait demandé de prendre sa succession à la direction des Annales du Midi, dans laquelle il publie de nombreux articles. En 1909, il devient professeur de langue et littératures de l'Europe méridionale à la Faculté des lettres de Paris (Sorbonne), où il préside la section des Langues et Littérature de l'Europe du Sud, occupée jusqu'alors par Claude Fouriel. En 1911, il devient directeur adjoint d'études pour la philologie romane à l'École pratique des hautes études, où il officie également en qualité de directeur des études de littérature médiévale. 
C'est un éminent spécialiste de la poésie des troubadours, publiant plus de 600 communications. Il établit une distinction notable en classant les troubadours de la seconde génération en deux camps  : les « idéalistes » (Jaufré Rudel, Eble de Ventadorn) et les « réalistes » (Marcabru).

## Sélection d'ouvrages
- 1892, avec Gaston Paris, Extraits des chroniqueurs français Villehardouin, JoinvilleFroissart, Commines, Librairie Hachette, Paris (lire en ligne)
- 1893 Mystères provençaux du quinzième siècle, publié avec une introduction et un glossaire par A. Jeanroy et H. Teulié, Toulouse, Privat (lire en ligne).
- 1900, avec André Vidal, Comptes consulaires d'Albi (1359-1360),Imprimerie et librairie Édouard Privat, Toulouse (lire en ligne)
- 1901, avec Louis Brandin et Pierre Aubry, Lais et descorts français du XIIIe siècle. Texte et musique, H. Welter, Paris (lire en ligne)
- 1904, Les origines de la poésie lyrique en France au Moyen Âge. Études de littérature française et comparée suivies de textes inédits, 2e édition, Honoré Champion libraire, Paris (lire en ligne)
- 1904 avec A. Vignaux, Poésies de Guillaume Ader, Imprimerie et librairie Édouard Privat, Toulouse (lire en ligne)
- 1913, Les chansons de Guillaume IX, duc d’Aquitaine: (1071-1127), Paris, Champion (lire en ligne).
- 1914, Les Joies du Gai Savoir: Recueil de poésies couronnées par le consistoire de la Gaie Science (1324-1484), publ. avec la trad. de Jean-Baptiste Noulet, rev. et corr.; une introd., des notes et un glossaire, Toulouse, Privat / Paris, Picard (lire en ligne).
- 1915, Les chansons de Jaufré Rudel, Librairie ancienne Honoré Champion, Paris (lire en ligne)
- 1916, Bibliographie sommaire des chansonniers provençaux (manuscrits et éditions), Librairie ancienne Honoré Champion, Paris (lire en ligne)
- 1922, Les Poésies de Cercamon, Paris, Champion (lire en ligne).
- 1924, La geste de Guillaume Fièrebrace et de Rainouart au Tinel, d’après les poèmes des XIIe et XIIIe siècles, de Boccard, Paris.
- 1925 Les origines de la poésie lyrique en France au Moyen Âge: études de littérature française et comparée, suivies de textes inédits, Paris: H. Champion, 3.ª ed.
- 1925, Jean Bodel, trouvère artésien du XIIIe siècle, Le jeu de saint Nicolas, Librairie ancienne Édouard Champion, Paris (lire en ligne)
- 1927, Anthologie des troubadours, XIIe – XIIIe siècles. Introduction, traductions et notes par Alfred Jeanroy.
- 1934, La poésie lyrique des troubadours, Toulouse, Privat / Paris, Didier. Réimpression par Slatkine reprints, Genève, 1998,  (ISBN 2-05-101678-X)
- 1945, Histoire sommaire de la poésie occitane. Des origines à la fin du XVIIIe, Toulouse, Privat / Paris, Didier, réimpression 1973 Slatkine reprints (aperçu).
- 1957, Jongleurs et troubadours gascons des XIIe et XIIIe siècles, Paris, Champion.

Publications d'Alfred Jeanroy sur la base Persée : lire en ligne

## Distinctions
L’Académie française lui décerne le prix Bordin en 1912 pour Giosué Carducci, l’homme et le poète.
 Officier de la Légion d'honneur. Alfred Jeanroy est nommé officier de la légion d'honneur en 1932. Il est également membre de l'Académie des inscriptions et belles lettres (1922).

### Sources et bibliographie
- William D. Paden, "Alfred Jeanroy", dans Helen Damico, Joseph B. Zavadil, Donald Fennema, Karmen Lenz, Medieval Scholarship: Literature and philology, vol. II de Medieval Scholarship: Biographical Studies on the Formation of a Discipline, Taylor & Francis, 1998 de la torre padilla, 1998
- Numéro spécial des Annales du Midi, 1954, tome 66, no 27, Hommage à la mémoire d'Alfred Jeanroy (lire en ligne) :
  - Henri Gavel, « Alfred Jeanroy », p. 205-206 (lire en ligne)
  - Edmond-René Labande, Suzanne Kravtchenko-Dobelmann, « Bibliographie des travaux d'Alfred d'Alfred Jeanroy », p. 207-222 (lire en ligne)
  - Carlo Pellegrini, « Les études d'Alfred Jeanroy sur la littérature italienne », p. 223-228 (lire en ligne)
- Félix Lecoy, « Alfred Jeanroy », dans Annuaires de l'École pratique des hautes études,  1954, p. 13-16 (lire en ligne)
- Jean Longnon, « La collaboration d'Alfred Jeanroy au Journal des Savants », dans Journal des Savants, janvier-mars 1953, p. 43-44 (lire en ligne)
- Sous la direction de Christophe Charle, « 54. Jeanroy (Marie, Henri, Gustave, Alfred) », dans Les professeurs de la faculté des lettres de Paris – Dictionnaire biographique 1909-1939, Institut national de recherche pédagogique, 1986, p. 113-114,  (ISBN 2-7342-0105-4) (lire en ligne)